# 埃克桑库尔
埃克桑库尔（法語：Exincourt，法語發音：[ɛɡzɛ̃kuʁ]），法国东北部城市，勃艮第-弗朗什-孔泰大区杜省的一个市镇，隶属于蒙贝利亚尔区，其市镇面积为3.45平方公里，2022年1月1日时人口数量为3,273人，在法国城市中排名第3,409位。
埃克桑库尔位于杜省东北部，蒙贝利亚尔市区东南部，是蒙贝利亚尔的一个近郊卫星城。

## 地名来源
“埃克桑库尔”一名最初于公元1160年以“Exincort”的形式被记载，该名称可能来源于当地历史上的领主Ansuinus。

## 历史
埃克桑库尔始建于公元12世纪中期，历史上长期为一处普通农业村落，法国大革命后，埃克桑库尔成为杜省的一个市镇。工业革命期间，途径埃克桑库尔的阿莱讷河得到渠化改造，其附近的索绍、欧丹库尔等地则出现了钢铁加工厂。20世纪后，随着工业的进一步发展以及蒙贝利亚尔的城市扩张，埃克桑库尔的人口数量逐年增加。

## 地理

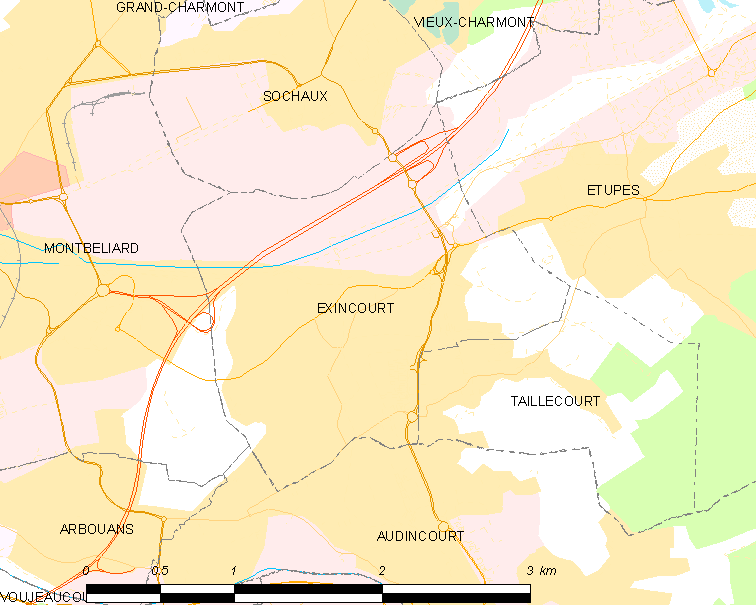
埃克桑库尔市镇范围地图

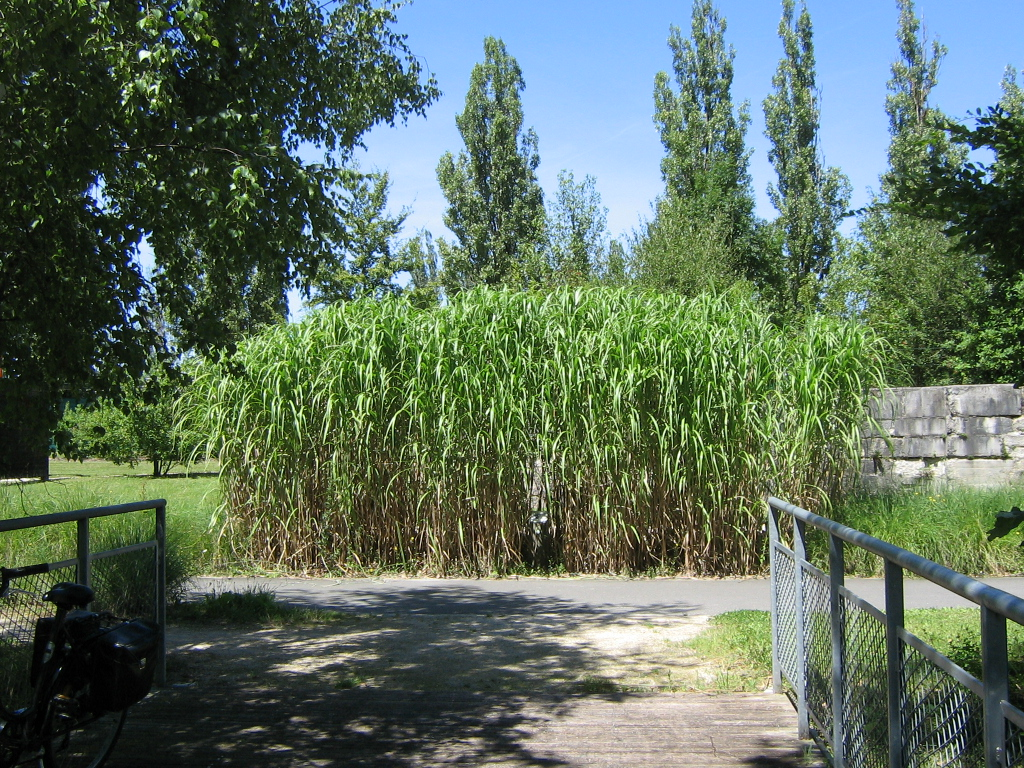
埃克桑库尔的一处绿地

埃克桑库尔位于法国东北部，勃艮第-弗朗什-孔泰大区东北部和杜省东北部，距离省会贝桑松大约81公里。与埃克桑库尔接壤的市镇包括：索绍、蒙贝利亚尔、塔耶库尔。

### 地形
埃克桑库尔位于汝拉山北部延伸地带，境内以浅丘和丘陵为主，部分区域起伏明显，全境海拔在317到382米之间。

### 水文
埃克桑库尔位于罗讷河流域内，阿莱讷河干流自东向西流经市区北部，该河经过区划改造，可通过小型船只。

### 植被
埃克桑库尔属于温带阔叶混交林区，林地主要分布于河流附近以及市区内的部分街区。
在鲜花城市的评比中，埃克桑库尔被评为2星级鲜花城市。

### 气候
埃克桑库尔在柯本气候分类法中属于温带海洋性气候，因其距离海岸线相对较远，且海滨较高，故当地气候带有一定的大陆性特征。

## 行政区划
埃克桑库尔是法国勃艮第-弗朗什-孔泰大区杜省的一个市镇，编号为25230。埃克桑库尔隶属于蒙贝利亚尔区、杜省第四选区以及伯通库尔县，同时也是蒙贝利亚尔地区城市圈公共社区的组成部分。
法国国家统计与经济研究所（简称）在进行数据统计时，将埃克桑库尔及相邻的另外24个市镇设为蒙贝利亚尔城市核心区，并将包括核心区在内的周边共121个市镇划为蒙贝利亚尔城市区。自2020年起，埃克桑库尔城市区被包含137个市镇的蒙贝利亚尔城市辐射区代替。此外，还将埃克桑库尔市镇整体看作一个“块区”（IRIS），以便于统计人口分布情况。

## 交通

### 公路
A36高速公路经过埃克桑库尔境内，通过9号出入口连接市区，此外多条杜省省道在埃克桑库尔境内交汇。
| 9 | 1.8 |

| 贝桑松 | 81 |

| 蒙贝利亚尔 | 5 |

| 代勒 | 15 |

2018年，83.4%的埃克桑库尔家庭拥有至少一辆私人汽车。2018年，埃克桑库尔境内共发生各类交通事故2起，造成2人受伤。

### 铁路
距离埃克桑库尔最近的客运铁路车站为蒙贝利亚尔站，该站距离埃克桑库尔大约4公里，停靠往返于贝尔福和贝桑松一线的区域列车。

### 航空
距离埃克桑库尔最近的民用航空站为巴塞尔-米卢斯-弗赖堡欧洲机场，距离埃克桑库尔市中心的公路里程约83公里。

### 城市公共交通
埃克桑库尔是蒙贝利亚尔城市公共交通（商业名称为）的服务范围，后者是蒙贝利亚尔地区的城市公共交通系统。截至2022年11月，该系统共包括16条公交线路，其中公交1路、2路、3路和D线、F线及Z线经过了埃克桑库尔市区。

## 政治

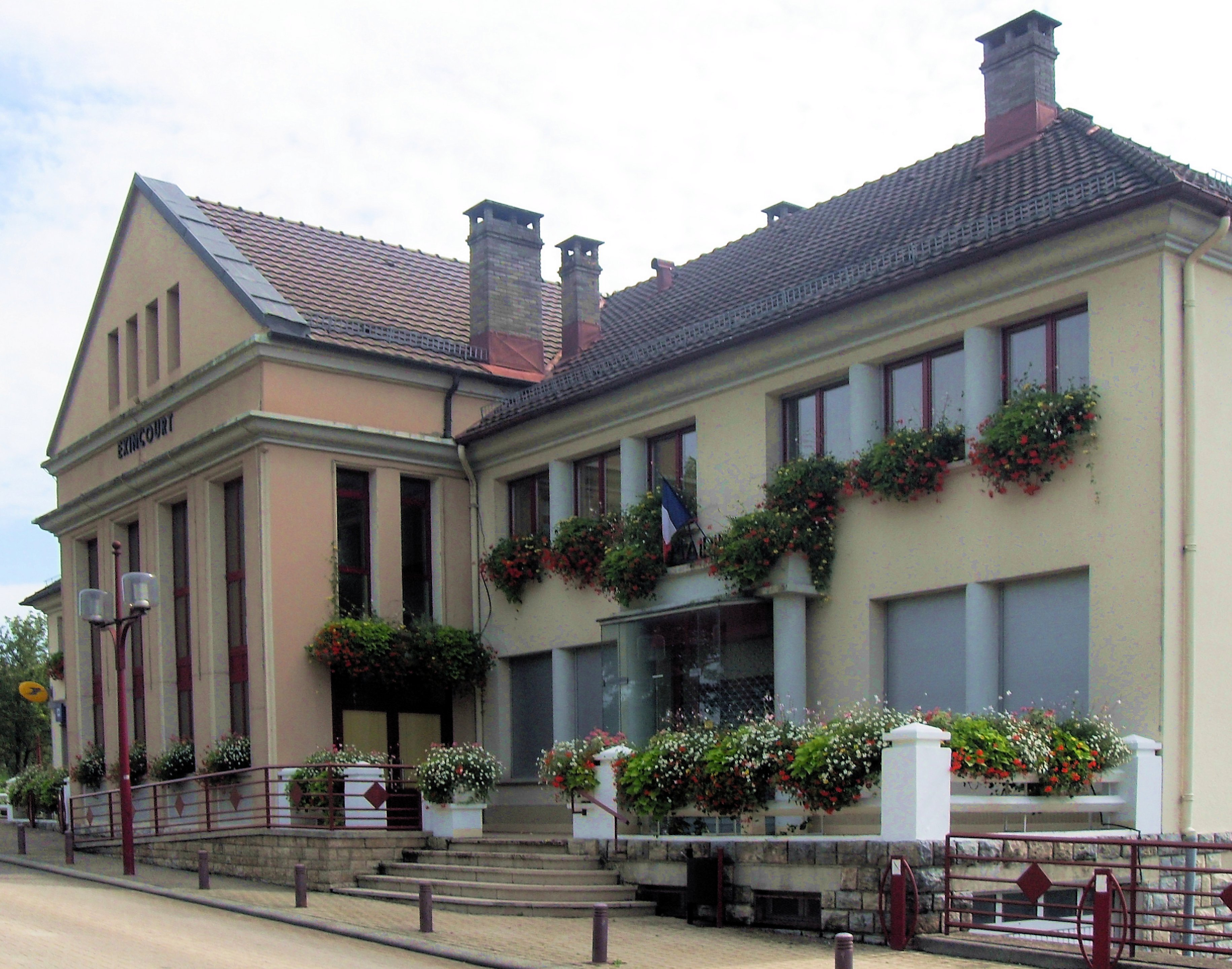
埃克桑库尔市政厅

埃克桑库尔的现任市长为马佳丽·迪维尔努瓦女士（Mme Magali DUVERNOIS），她是社会党的一名成员，在2020年的市政选举中获得了58.53%的支持率。
在2022年的法国总统大选中，法国第25任总统埃马纽埃尔·马克龙在埃克桑库尔获得了52.19%的支持率。

## 人口
2018年，埃克桑库尔市镇人口数量为3,230，在法国排名第3,409位。其中男性1,533人，女性1,697人，75岁及以上人口占13.7%，外籍人口数量为173人，人口密度为936人/平方公里，当地居民被称为（男性）或（女性）。2019年，埃克桑库尔境内出生24人，死亡人口39人。
| 埃克桑库尔1901年－2019年人口变化情况 |
|                                      |
| 数据来源：Cassini、INSEE             |

## 经济
埃克桑库尔是蒙贝利亚尔的一个卫星城。截止2022年9月，埃克桑库尔市镇范围内共有各类用人单位（包含自雇）417家，平均历史为19年，其中99.19%为中小型企业（PME），2022年9月至11月间，当地的经济活力指数为0。（大型零售）、（汽车销售）及（材料加工）是当地2021年营业额最高的三个企业，分别为29,516,391欧元3,012,814欧元和1,972,869欧元。

## 财政与居民收入
2020年，埃克桑库尔的财政收入总额为3,163,130欧元，财政支出总额为2,636,440欧元，当年的债务总额为501,520欧元。2021年，埃克桑库尔共获得27,022欧元的国家财政补助，比上一年增加了2.75%。
2019年，埃克桑库尔的人均月收入总额为salairemois欧元，其中高级职员为3,521欧元，低于法国平均水平（4,230欧元）；中级职员为2,391欧元，低于法国平均水平（2,411欧元）；普通职员为1,719欧元，亦低于法国平均水平（1,740欧元）。
2018年，埃克桑库尔境内的青壮年（15至64岁）失业率为10.7%，当地55.1%的家庭拥有纳税资格，平均纳税2,274欧元，低于法国平均水平（3,910欧元）。

## 社会事务

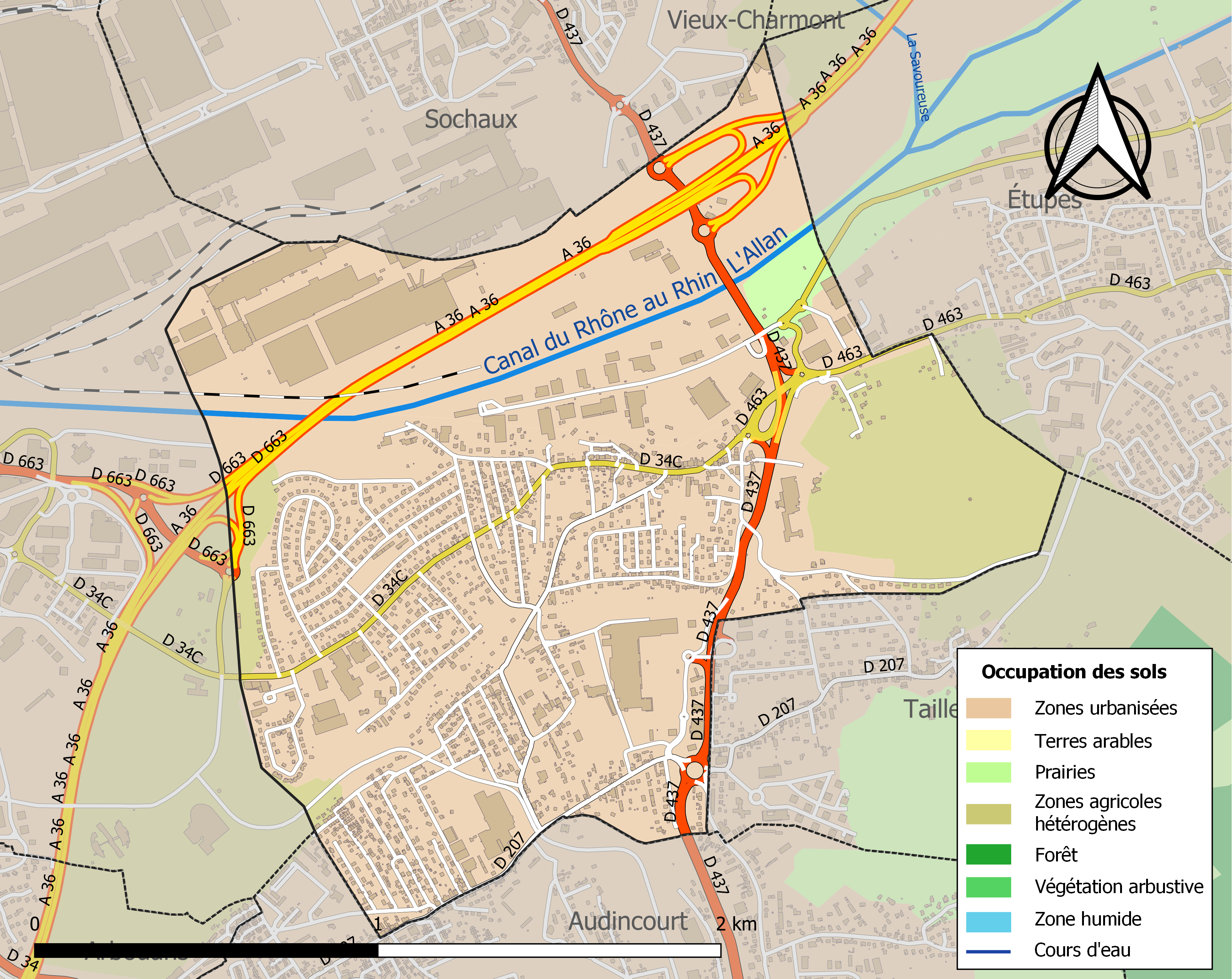
埃克桑库尔土地利用情况地图

### 教育
埃克桑库尔属于贝桑松学区。截止2020年1月1日，埃克桑库尔境内共有1所幼儿园和1所小学。 

### 医疗
截止2020年1月1日，埃克桑库尔境内共有全科医生3名、保健师1名和护士6名。境内共有药房2家。
埃克桑库尔是“北部弗朗什-孔泰中心医院”（L'Hôpital Nord Franche-Comté）的服务范围，后者是法国的一个区域性医疗机构，其米唐病区（Site Mittan）位于蒙贝利亚尔市区，距离埃克桑库尔市区的正常车程约10分钟，该院设有床位269个，是当地规模最大的公立综合性医院。

### 住房
2018年，埃克桑库尔境内共有各类住房1,557套，其中81.2%为独立式居民区，18.5%为集中式居民区。常住房屋占埃克桑库尔市镇范围内居民建筑总量的92.7%。
在住房保障政策方面，2020年，埃克桑库尔境内共有174户家庭获得了住房经济补助，受益人数占总人口数量的5.4%，其中130份为房租补助。

### 商业
2019年，埃克桑库尔境内共有各类实体商铺83家，其中餐厅10家、大型超市2家、面包房2家、肉铺2家、书店2家、装饰品店4家、美容美发店7家、汽车维修店7家。市区东部建有集中式商业街区，有Hyper U等购物超市。

### 体育
2020年，埃克桑库尔境内共有1间体育馆、3处网球场以及1处足球或橄榄球场。
截至2023年3月，埃克桑库尔-塔耶库尔体育之星（Etoile Sportive Exincourt-Taillecourt，编号506582）是当地唯一的注册足球俱乐部。其主队2022至2023赛季参加杜省足球联赛甲组（法国第九级别），其主场为市政球场（Stade Municipal）。

### 环境
埃克桑库尔的环境事务由其所属的蒙贝利亚尔地区城市圈公共社区负责。2019年，埃克桑库尔境内暂无污染企业。

### 治安
埃克桑库尔所在地是蒙贝利亚尔-埃里库尔警区（zone police de Montbéliard Héricourt）的管辖范围。2020年，该警区辖区内共8个市镇累计发生各类案件3,751起，其中盗窃类案件1,690起，经济类案件495起，毒品交易类案件277起。

## 文化

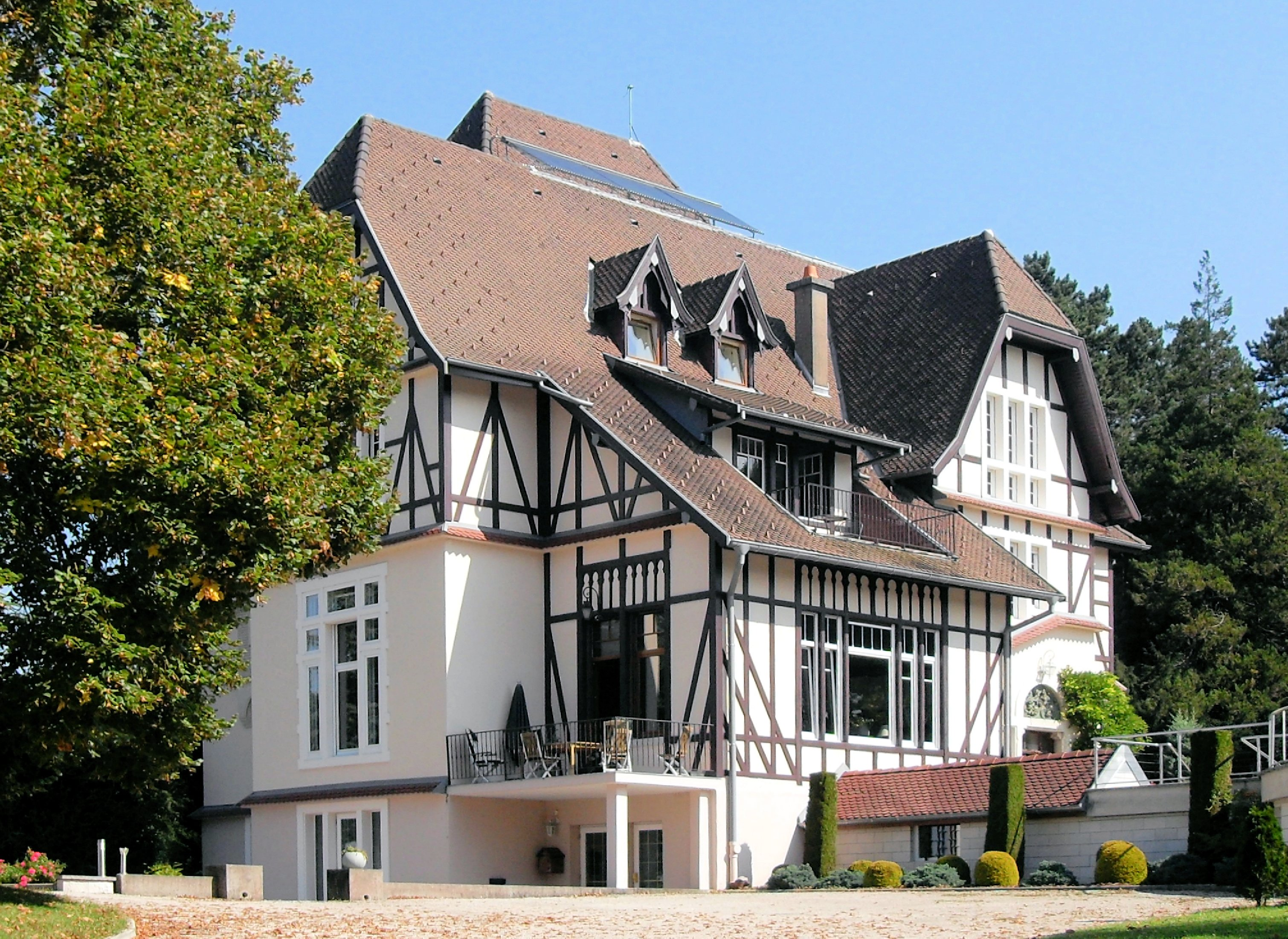
埃克桑库尔境内的一处传统民居

2020年，埃克桑库尔境内暂无任何文化设施。埃克桑库尔市政府提供市政图书馆，每周二、三向公众开放。

### 建筑
埃克桑库尔境内有多处历史建筑，其中新教教堂（Temple Protestant d'Exincourt）是当地的地标性建筑物。

### 旅游
埃克桑库尔的旅游事务由其所属的蒙贝利亚尔地区城市圈公共社区负责。2021年，埃克桑库尔境内暂无任何游客接待设施。

### 媒体
法国主要的媒体均可在埃克桑库尔接收，法国电视三台下属的勃艮第-弗朗什-孔泰大区频道在部分时段播出埃克桑库尔所属区域的地方新闻。

## 友好城市
截至2023年3月，埃克桑库尔暂未建立任何友好城市关系。